# Лучичи
Лучичи (укр. Лучичі) — село в Забродовской сельской общине Ковельского района Волынской области Украины.
До 2020 года входило в Ратновский район.
Код КОАТУУ — 0724283402. Население по переписи 2001 года составляет 706 человек. Почтовый индекс — 44161. Телефонный код — 3366. Занимает площадь 1,656 км².